# Paesaggio con ruscello
Sentiero di San Bernardo a Lierna ou  Paesaggio con ruscello ou Sentiero per la Chiesa di San Bernardo a Lierna (en italien)  est une peinture à l'huile sur toile de 167 × 227 mm  réalisée en 1893 par le peintre italien Vittore Grubicy de Dragon.

## Description
L'œuvre représente un petit sentier de montagne bordé de hautes plantes et d'arbustes, créant une atmosphère intime et immersive.

## Origine et datation
La datation proposée pour cette œuvre date de 1893, citant comme source une « note autographe écrite sur le carton où sont collées les photographies des gravures réalisées par Grubicij et conservées par M. Walter Toscanini ».
P. Foglia qui émet l'hypothèse d'une origine néerlandaise de ce sujet, le situe après le milieu des années 1990.

## Conservation
L'œuvre est actuellement conservée à la Galerie d'art moderne de Milan.